# Нелавицкий, Николай Николаевич
Никола́й Никола́евич Нелавицкий (30 октября 1891, Санкт-Петербург — 2 ноября 1919, Тобольская губерния) — русский офицер, герой Первой мировой войны.

## Биография
Православный. Из дворян Олонецкой губернии.
Сын полковника Николая Генриховича Нелавицкого (1851—1916) и Татьяны Павловны Юнеевой.
Окончил Пажеский корпус (1911) по 1-му разряду, выпущен подпоручиком в лейб-гвардии Егерский полк.
Чины: камер-паж (1910), поручик (до 1916), штабс-капитан (до 1916), подполковник (до 1919).
Участвовал в Первой мировой войне, был награждён орденом Святого Георгия 4-й степени
За отличие в бою 6 ноября при Сухотово, когда, идя в контратаку со своей полуротою против австрийцев, овладевших окопами 4-й роты, стремительно бросился на них и отбил захваченный ими пулемет.
Участвовал в Белом движении на Восточном фронте: служил начальником штаба 7-й Уральской горных стрелков дивизий (1919), погиб предположительно во время Сибирского Ледяного похода в сражении с 13-й кавалерийской дивизией РККА.

## Награды
- Орден Святого Станислава 3-й ст. с мечами и бантом (1914);
- Орден Святой Анны 4-й ст. (?);
- Орден Святой Анны 3-й ст. с мечами и бантом (?);
- Орден Святого Георгия 4-й ст. (ВП 18.07.1916)
- Георгиевское оружие — Приказ по армии и флоту от 2 (15) июня 1917